# Бойга бенгкулуйська
Бойга бенгкулуйська (Boiga bengkuluensis) — отруйна змія з роду бойг родини Colubridae. Описана як самостійний вид зовсім нещодавно, у 2003 році. До цього вважалася підвидом Boiga drapiezii.

## Опис
Загальна довжина досягає 2 м. Голова видається непропорційно великою на тлі вузької шиї. Тулуб довгий, стрункий, витончений, з легкою статурою, нагадує батіг. При значній довжині ця змія зовсім не справляє враження великої. Її забарвлення поєднується з малюнком з плям та смуг, які маскують змію у кронах дерев. Основний тон оливковий або зеленувато-коричневий. На боках тіла на зеленому полі чергуються темно-коричневі й помаранчеві розмиті плями. Нижче проходить рядок невеликих білуватих плям з рудим крапом. Голова зелена. З віком малюнок втрачає контрастність, і змія стає майже однокольоровою — буро-зеленою.

## Спосіб життя
Полюбляє первинні та вторинні тропічні ліси, дотримуючись середнього й нижнього ярусів деревної рослинності, зазвичай тримається поблизу водойм. активна вночі. Харчується гризунами.
Це яйцекладна змія. Самка відкладає до 20 яєць.

## Розповсюдження
Мешкає у провінції Бенгкулу (звідси й назва) на о. Суматра. Іноді зустрічається на о. Калімантан та Малайському півострові.